# Tepache (Sonora)
Tepache é um município do estado de Sonora, no México.